# Yunji qiqian
Yunji qiqian (chinesisch 雲笈七籤, W.-G. Yün-chi ch'i-ch'ien, englisch Seven slips of the cloudy satchel/Seven Tablets in a Cloudy Satchel/Seven Lots from the Bookbag of the Clouds – „Sieben Zettel aus dem Büchersack der Wolken/Wolkenbuchkassette und sieben Bambusstreifen“; DZ 1032) ist eine von dem Daoisten Zhang Junfang 張君房 kompilierte Enzyklopädie (leishu), die im Anschluss an den in der Tianxi 天禧-Regierungsperiode (1017–1021) des Song Zhenzong in der Zeit der Nördlichen Song-Dynastie zusammengestellten daoistischen Kanons aus der Zeit der Nördlichen Song-Dynastie (Da Song Tiangong baozang 大宋天宮寶藏) entstanden ist. Das Yunji qiqian liefert unter anderem einen Überblick zu daoistischen Lebensverlängerungs- und Meditationstechniken und zu den heiligen Stätten. Es ist eine der wichtigen daoistischen Anthologien. In ihm sind viele ältere Werke oder Fragmente erhalten geblieben, zum Beispiel das daoistische Heiligenlegenden enthaltende Werk Yongcheng jixian lu (墉城集仙录) von Du Guangting.

## Ausgaben
- Sibu congkan (Ming-Druck)